# Marcel Eckardt
Pour les articles homonymes, voir Eckardt.
Marcel Eckardt, né le 27 octobre 1989 à Gera, en Thuringe, est un arbitre de snooker allemand.

## Carrière
Eckardt est originaire de Kraftsdorf près de Gera en Allemagne. À l'âge de 13 ans, Eckardt s'intéresse au snooker en regardant Eurosport. N'ayant nulle part où jouer au snooker près de la maison de son enfance, il ne commence à pratiquer le snooker que plus tard dans sa vie et continue à jouer principalement au billard. En 2008, il suit son premier cours d'arbitrage de snooker, qui lui permet d'obtenir la licence C de l'association nationale de Thuringe à Hohenstein-Ernstthal, puis la licence B nationale. Il commence à arbitrer des joueurs professionnels en 2010, lors d'un tournoi d'exhibition à Bruges avec Stephen Hendry et Steve Davis. La même année, il postule pour arbitrer le nouveau championnat du circuit des joueurs. Il arbitre sa première finale lors de la Classique Paul Hunter 2012, et son premier tournoi de classement au Masters d'Allemagne 2012.
Pour la saison 2013-2014, Eckardt devient, à 23 ans, le plus jeune membre de l'équipe d'arbitres de grade A, le groupe de douze arbitres autorisés à travailler dans les phases finales de tous les tournois classés. Lors du Masters d'Allemagne de 2015, Eckardt devient le plus jeune à arbitrer une finale de tournoi de classement. Eckardt arbitre également la finale du Masters d'Europe 2016 à Bucarest, en Roumanie. En 2018 et 2019, il arbitre lors du championnat du monde de snooker à Sheffield. Il officie encore lors de l'édition 2020,  dont il arbitre la finale.

## Finales de snooker arbitrées
| Légende | Catégorie                      | Nombre                         |                                |
|         | Tournois classés               | 15                             |                                |
|         | Tournois classés mineurs       | 3                              |                                |
|         | Tournois non classés           | 3                              |                                |
| Gras    | Tournois de la triple couronne | Tournois de la triple couronne | Tournois de la triple couronne |

| Saison    | Nom du tournoi              | Lieu          | Tableau |
| 2011-2012 | Classique Paul Hunter       | Fürth         | Tableau |
| 2012-2013 | Épreuve 1 de Gloucester     | Gloucester    | Tableau |
| 2013-2014 | Classique Paul Hunter (2)   | Fürth         | Tableau |
| 2014-2015 | Masters d'Allemagne         | Berlin        | Tableau |
| 2014-2015 | Open du pays de Galles      | Cardiff       | Tableau |
| 2016-2017 | Open d'Inde                 | Hyderabad     | Tableau |
| 2016-2017 | Masters d'Europe            | Bucarest      | Tableau |
| 2017-2018 | Open d'Irlande du Nord      | Belfast       | Tableau |
| 2018-2019 | Championnat du Royaume-Uni  | York          | Tableau |
| 2019-2020 | Open d'Écosse               | Glasgow       | Tableau |
| 2019-2020 | Championnat du monde        | Sheffield     | Tableau |
| 2020-2021 | Championnat de la ligue     | Milton Keynes | Tableau |
| 2020-2021 | Open d'Irlande du Nord (2)  | Milton Keynes | Tableau |
| 2021-2022 | Masters d'Allemagne (2)     | Berlin        | Tableau |
| 2022-2023 | Champion des champions      | Bolton        | Tableau |
| 2022-2023 | Masters                     | Londres       | Tableau |
| 2023-2024 | Open d'Écosse (2)           | Edimbourg     | Tableau |
| 2024-2025 | Championnat de la ligue (2) | Leicester     | Tableau |
| 2024-2025 | Open d'Angleterre           | Brentwood     | Tableau |
| 2024-2025 | Champion des champions (2)  | Bolton        | Tableau |
| 2024-2025 | Championnat du circuit      | Manchester    | Tableau |